# Tambour (mémoire)
 (novembre 2013).
Si vous disposez d'ouvrages ou d'articles de référence ou si vous connaissez des sites web de qualité traitant du thème abordé ici, merci de compléter l'article en donnant les références utiles à sa vérifiabilité et en les liant à la section « Notes et références ».
Pour les articles homonymes, voir Tambour.
En informatique, un tambour est un dispositif, aujourd'hui obsolète, de mémoire vive magnétique, inventé en 1932 par l'ingénieur Gustav Tauschek. Avant la démocratisation des mémoires à ferrite dans les années 1950, permettant un accès aléatoire plutôt que séquentiel à l'information, les mémoires tambour étaient populaires dans les ordinateurs de première génération.

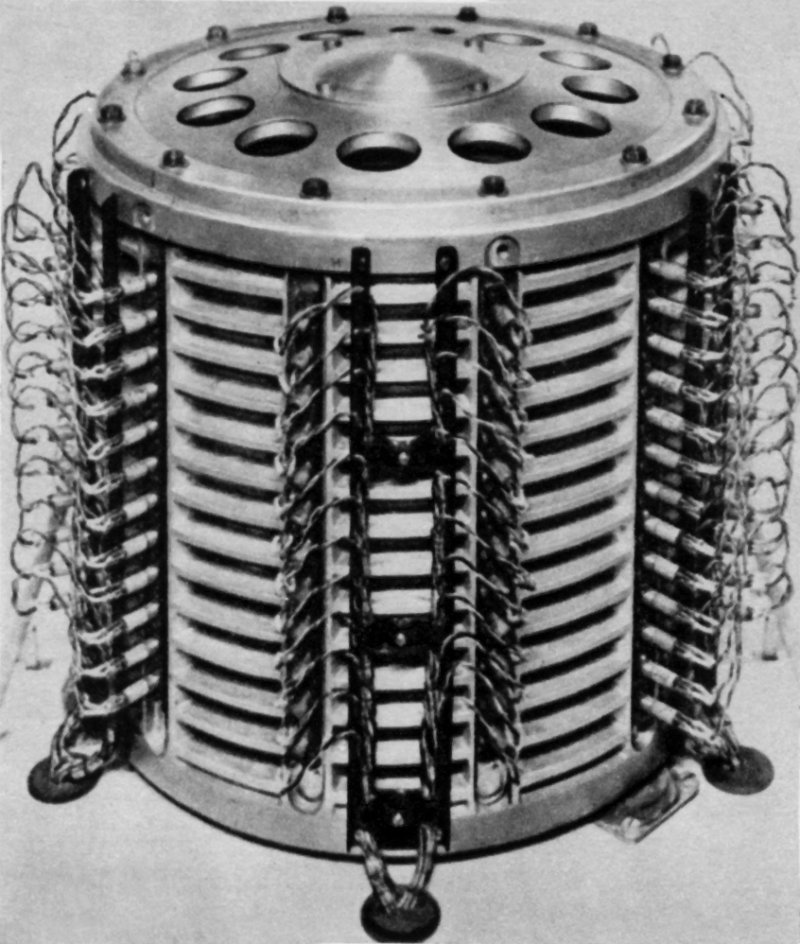
Mémoire à tambour d'un ordinateur polonais ZAM-41.

## Architecture et caractéristiques
Un tambour se compose d'un cylindre ferromagnétique entouré de têtes magnétiques de lecture/écriture. Chaque tête définit une piste, contenant à son tour des blocs de mots ; le nombre de pistes d'un tambour est donc limité par le nombre de têtes pouvant être disposées sur le tambour. Les premiers modèles de tambours mesuraient jusqu'à un mètre de longueur.
La capacité de stockage par unité de volume est considérable par rapport aux mémoires à ferrite : typiquement de l'ordre de 20 à 500 ko, néanmoins leur accès séquentiel limite leur performance. De ce fait, les registres étaient plutôt implémentés avec des tubes de Williams ou des lignes à retard à inductance - capacité, à mercure ou encore à magnétostriction (fil de nickel), de capacité limitée mais temps d'accès plus rapide.[réf. nécessaire]
À partir des années 1960, bien que rendus obsolètes comme mémoire principale par les mémoires à ferrite, les tambours devinrent des mémoires secondaires de choix pour les fichiers de pagination des systèmes à mémoire virtuelle, où la capacité primait sur le temps d'accès. Un des premiers ordinateurs à employer une mémoire tambour comme périphérique de pagination fût le Gamma 3 de Bull, dès le milieu des années 1950. De nos jours, le périphérique bloc /dev/drum des Unix BSD, utilisé pour le fichier de pagination, est un vestige de cette époque. 
A la différence des mémoires de masse de l'époque telles que les disques durs et les dérouleurs de bande, dont la capacité de stockage se chiffrait en mégaoctets et les temps d'accès en centaines de millisecondes, les tambours possédaient une capacité réduite (quelques dizaines à centaines de kilo-octets) mais, n'ayant pas de têtes de lecture à déplacer, un temps d'accès de quelques millisecondes. A titre de comparaison, le disque dur RAMAC de l'IBM 650 (1954) enregistrait 5 Mo avec un temps d'accès de 600 millisecondes, tandis que sa mémoire tambour enregistrait 20 000 à 40 0000 caractères BCD (environ 24 à 48 ko) avec un temps d'accès de 2,4 millisecondes. Les mémoires à tambour magnétique ne doivent donc pas être confondus ou assimilés aux disques durs, avec lesquels ils coexistaient déjà à l'époque.

## Utilisation
La plupart des ordinateurs de première génération utilisaient un tambour en guise de mémoire vive. C'est notamment le cas des :
- Manchester Mark I, ainsi que ses descendants Ferranti Mark I et Ferranti Mercury.
- IBM 701, doté d'un tambour pouvant stocker 82 920 chiffres[4].
- IBM 650, en tant que mémoire principale
- Bull Gamma 3 (en version ET)
- Les ordinateurs de la SEA
- UNIVAC 1103, possédant un tambour de 16 384 mots de 36 bits, soit environ 590 ko.

On retrouve aussi des tambours sur des ordinateurs de deuxième génération, particulièrement des mini-ordinateurs où le tambour servait de fichier d'échange permettant le fonctionnement de plusieurs programmes chargés et déchargés dynamiquement sur un système dont la capacité mémoire ne permettait normalement le fonctionnement que d'un seul programme. Les T2000, T1600, Solar 16 ou TR4 (liste non exhaustive) employaient par exemple un tel dispositif.